# B. Movie
Das Pseudonym B. Movie bezeichnet einen deutschen Autor (* 1996) von Urban-Fantasy-Romanen.

## Leben
Über das Privatleben der Person hinter dem Pseudonym ist wenig bekannt. Laut Angaben seines Verlags hat er ein Psychologiestudium abgeschlossen.
Im Jahr 2019 erschien der erste Band seiner Apokryphen-Reihe Misericordia – Die sieben Werke der Barmherzigkeit, welcher die sogenannten Werke der Barmherzigkeit in aktuellen Lebenszusammenhängen aufgreift. Zwei Jahre später folgte der zweite Band der Apokryphen-Reihe Vitia – Die sieben Todsünden. In diesem setzt sich der Autor mit den Personifikationen der sogenannten sieben Todsünden auseinander.

## Stil
B. Movies Name ist an die gleichnamige Filmgattung der B-Movies angelehnt, die sich sowohl durch exploitative Darstellungen als auch im Mainstream tabuisierte Gesellschaftskritik auszeichnet. Seine Werke sind geprägt von schwarzem Humor, Absurdität und Zynismus sowie dem exzessiven Einsatz von Sexualität und Gewalt. Zudem zieht sich gleichzeitig eine religiöse Symbolik durch seine Romane, die vor allem der christlichen Mythologie entnommen ist. Die Kapitel der Apokryphen-Reihe sind beispielsweise wie eine Bibel formatiert.
Auf seiner Webseite verweist B. Movie unter anderem auf Einflüsse von Garth Ennis (Preacher, The Boys), Quentin Tarantino (Pulp Fiction), Robert Rodriguez (Sin City) und David Fincher (Fight Club, Sieben). Auf Social Media betonte er zudem die Einflüsse der Bourbon Kid-Reihe von Anonymus.

## Werke

### Apokryphen-Reihe
- 2019: Misericordia – Die sieben Werke der Barmherzigkeit. Acabus Verlag, Hamburg, ISBN 3-862-82586-8.
- 2021: Vitia – Die sieben Todsünden. Lindwurm Verlag, Hamburg, ISBN 3-948-69526-1.